# Церковь Святого Фаддея (Лучай)
Костел Святого Фаддея (бел. Касцёл Святога Тадэвуша) — католический храм в деревне Лучай, Витебская область, Белоруссия. Относится к Поставскому деканату Витебского диоцеза. Памятник архитектуры с чертами барокко и классицизма, построен в 1766—1776 годах. Храм включён в Государственный список историко-культурных ценностей Республики Беларусь.

## История
В 1731 году в Лучае была основана миссия Главной виленской школы (монастырь без школы). Первые здания миссии были деревянными.
В 1742 году был составлен мстиславской каштелянкой Эльжбетой Пузыниной список драгоценностей, пожертвованных храму Суфраданом Юрглядовским: «Один большой перстень многогранный с бриллиантами. Второй перстень топазовый с большим бриллиантом».
В 1766 году началось строительство костела, на которое были пожертвованы 2 суммы:
1. Виленским воеводой Михаилом Казимиром Огинским (24 мая 1766 года);
2. Трокским каштеляном Тадеушем Франтишком Огинским (17 июля 1766 года).

19 февраля 1774 года согласно Декрету Виленской Генеральной Консистории в Лучае был основан католический приход, в который были включены следующие населенные пункты: Лучайская волость с имениями Старый Лучай и Сковорцово, а также деревни Васевичи, Карповичи, Циуновичи, Крутки, Синицы, Кролики, Новоселки, Грейцево, Мацуры, Мацурово, Шафарово, Жилинские, Ковзаны, Гинёво, Казнадзеёво, Ферки, Чашковщизна, Рудзевичи, Свинка, Прудники, Дземеши, Слобода, Кукише. В состав Лучайского прихода была включена деревня Дашки, которая ранее находилась в составе Дуниловичского прихода. Из Мядельского прихода в состав Лучайского перешли имение Жуцин и 2 деревни: Нагавки и Слободка. Волость Смычь с местечком Груздово и деревнями Гавриловичи, Вороны, Рыдки, Соколы, Дащинки, Вешторты, Ковали, Сарапоны, Лукашово, Курды, Ожарцы, Симоны и Пожарцы также вошли в состав Лучайского прихода. Из Поставского прихода к Лучайскому перешли имение Цешилово, деревни Пуховки, Заблоце, шляхецкая околица Ласуново, имение Ромашово. Примасом Лучайского прихода являлся Ладислав Голашевский. 

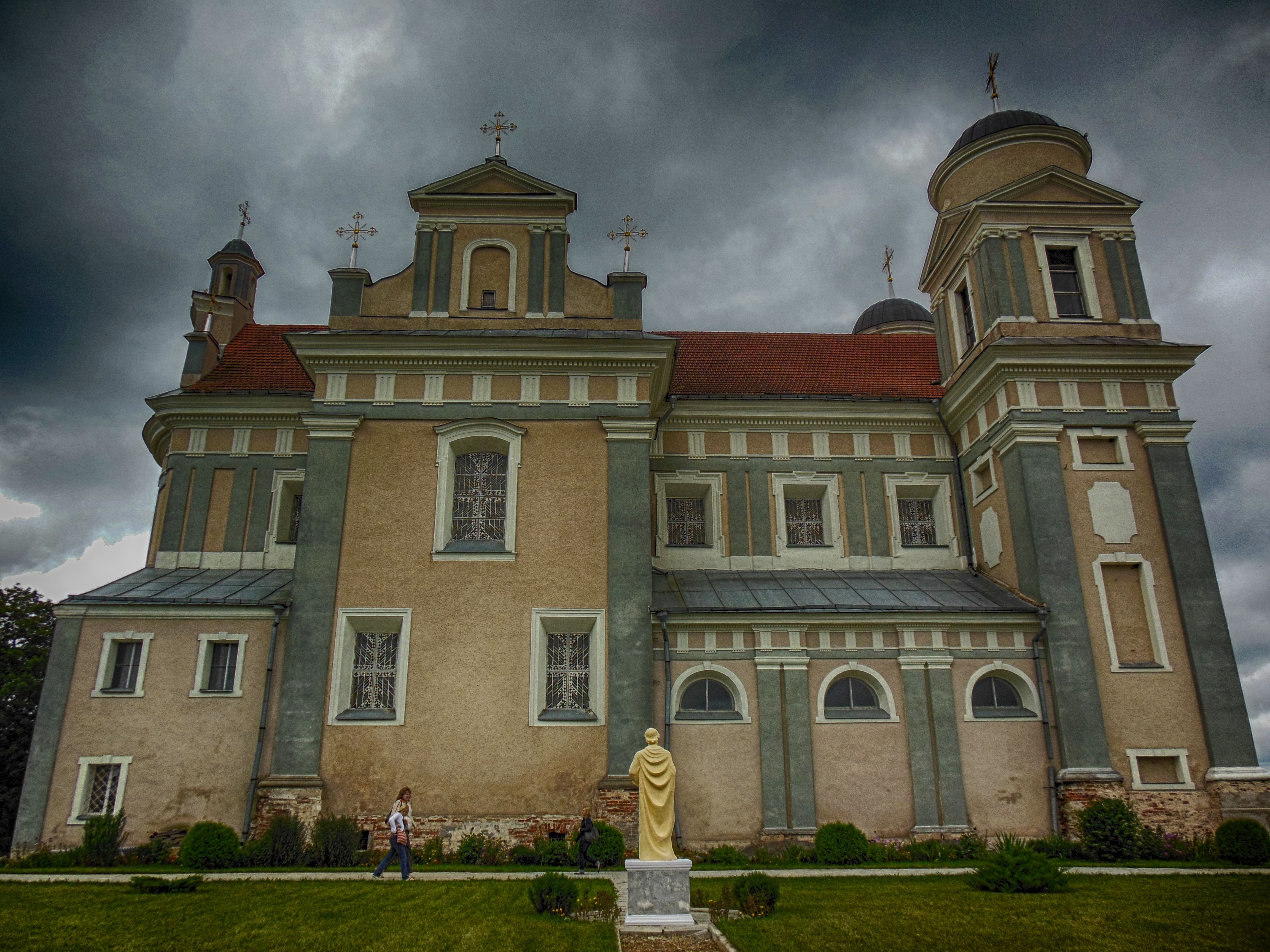
Вид сбоку

Первый ребёнок по имени Игнатий был крещен в Лучайском костеле в августе 1774 года комендариусом Михаилом Ходасевичем. Родителями младенца были Франц Лисиченок и его жена София из деревни Карповичи. Крестными были Станислав Лисиченок и Марианна Синякова.
В 1774 году службы в костеле проводили также Тадеуш Стрыпкевич и Ян Романовский.
4 сентября 1774 года конгрегация Виленского диоцеза с позволения епископа карпозинского Феликса Товяньского назвала храм в честь Апостола Фаддея. Второстепенный титул — в честь Святого Франциска Ксаверия и Святой Ядвиги вдовы (по другим сведениям — консекрацию костела провел 4 ноября 1777 года епископ Феликс Товяньский).
В 1776 году строительство храма было завершено.
В 1779 году орден иезуитов был упразднен и денежные фундуши костела перешли в ведение Эдукационной комиссии.
В 1781 году в Лучае проводил службы ксендз Виленского диоцеза.
В 1791 в костеле была похоронена Яна, двухлетняя дочь крупного арендатора Яна Бутвиловского.

В метрических книгах Лучайского костела встречается большая овальная печать с изображением святого и надписью по краям: 
ŁUCZAENSIS╋SANCTUS THADEUS PATRONUS ECLESIÆ.
Первоначально костел был построен в стиле барокко, в первой половине XIX века был немного перестроен, после чего в архитектуре появились черты классицизма.
В 1811 году за счет средств подчашего минского губернатора Тадеуша Ваньковича в костеле был установлен орган «на 12 голосов», украшенный резьбой.
19 декабря 1821 года (в день святой Валерии) в Лучайском костеле был освящен брак Валерии Ванькович и известного ученого и мецената Константина Тизенгауза.
В 1840 году в подвале была захоронена покровительница костела Анна Ванькович.
В 1899 году Лучайский приход Надвилейского деканата насчитывал 5586 душ прихожан.
В 1921 году в Груздове был открыт самостоятельный приход.
Во время Второй мировой войны храм сильно пострадал. После высылки ксендза И.Ромейо, его преемник ксендз Барынский пробыл здесь недолго.
В 1946 г. костел был закрыт и превращен в склад, а в 1971 г. — в мастерскую (по другим сведения, служил гаражом для тракторов). В 1985 году по инициативе директора колхоза имени Суворова Олега Володьки начато его восстановление. 16 мая 1990 года здание костёла было возвращено католикам.
Несмотря на то, что в приходе не было священника, люди собирались на богослужения вплоть до 1971 года. Религиозная жизнь не угасла и после убийства ксендза Лавриновича в начале 80-х годов XX столетия. Более 50 лет среди местных жителей сеяла зерно веры сестра-законница Анна Дубовик.

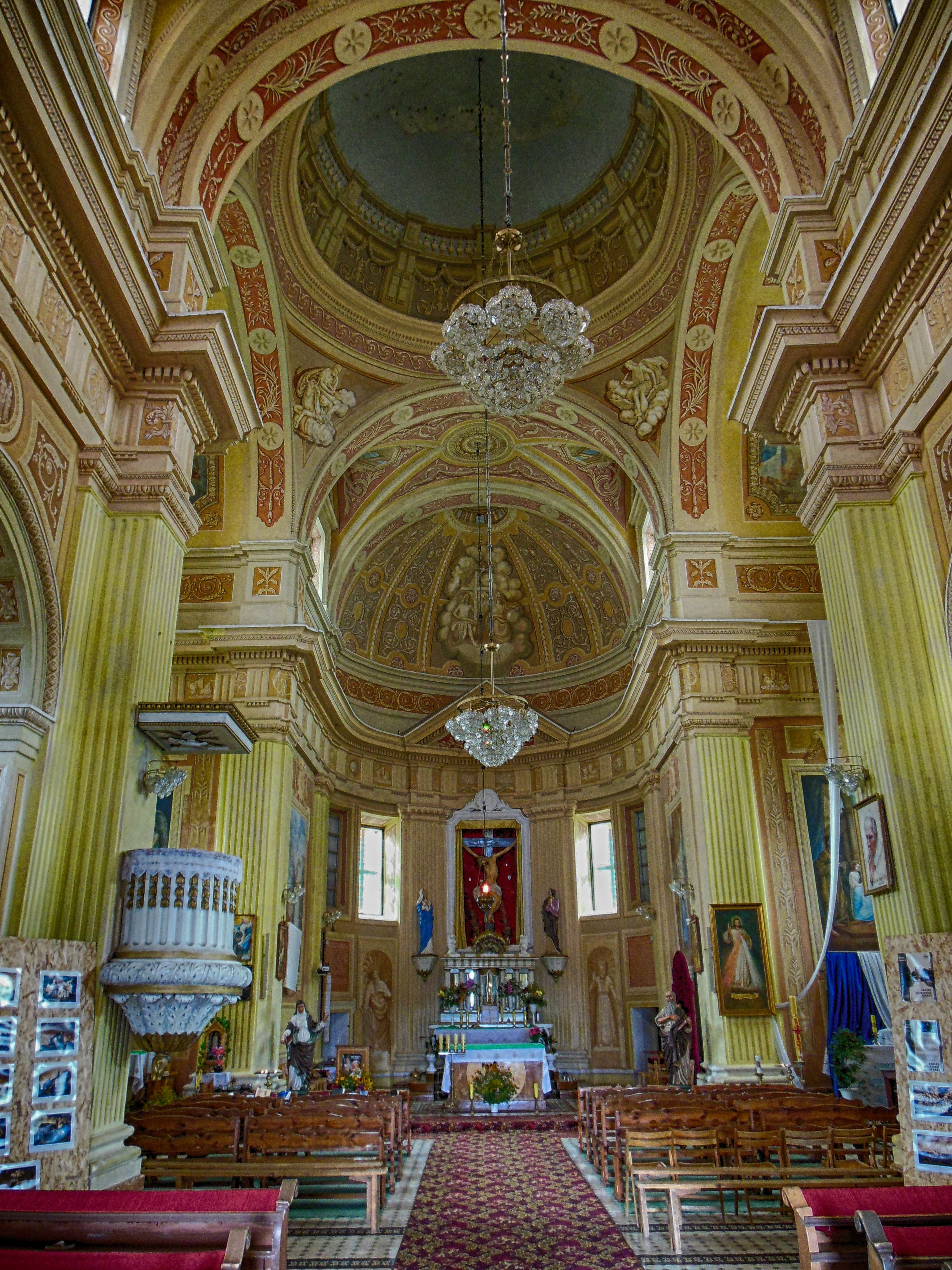
Главный неф и пресвитерий

28 октября 1992 года состоялся визит ксендза арцибискупа Казимера Свёнтка. В Лучае в то время был отпуст почитания Св. Тадеуша. К таинству миропомазания приступило 150 человек.
В 2016 году отмечалось 250-летие со дня основания костёла.

## Архитектура
Храм св. Фаддея — трехнефная крестово-купольная базилика с двухбашенным фасадом-нартексом. Главный неф заканчивается полукруглой апсидой, крылья трансепта по бокам от купола не выступают за линию фасада. По бокам главного фасада расположены трехъярусные башни с угловыми пилястрами и нишами, прорезанные прямоугольными оконными проемами (частично замурованы). При перестройке в XIX веке башни получили цилиндрические завершения с куполами. Главный фасад, апсиду и трансепт венчают треугольные, лучковые и фигурные щиты. По всему периметру здания проходит карнизный пояс дорического ордера.
В интерьере центральный неф перекрыт цилиндрическим сводом с распалубкой на одиночных подпружных арках. Межнефные аркады поддерживают двойные подпружные арки. Аналогичные арки разделяют травеи боковых нефов. Стены декорированы фресковой росписью в технике гризайль, имитирующей скульптурную лепку. Над входом расположено панно с изображением двух воинов со щитами и воинскими атрибутами. На парусах купола, торцовых стенах трансепта, в апсиде — скульптурные изображения евангелистов, святых и ангелов.

## Настоятели храма
1774 — Ладислав Голашевсий, Тадеуш Стрыпкевич и Ян Романовский;
1788 — ксендз Николай Бенчковский, coralus Ecclesio Łuczensis;
1798 — ксендз Алоизий Лавринович;
1816 — ксендз Якоб Андрушкович;
1818 — куратор Лучайского костела ксендз Юзеф (Иосиф) Гриневицкий;
1830 — викарий Симон Сковзгирд;
1835 — викарий ксендз Сильвестр Панкевич;
1839 — плебан Лучайского костела Юзеф Гриневицкий;
1840 — настоятель ксендз Томаш Жалевич, викарий — ксендз Михаил Пиотрович;
1844 — викарий ксендз Павел Бирутович (Бирукович);
1859 — Надвилейский декан, настоятель Лучайского прихода Северин Халимович;
1866 — викарный ксендз Никодим Цыцен;
1871 — масионер костела ксендз Северин Халимовский;
1872 — ксендз Иоанн Вальтер;
1873 — администратор Лучайского прихода ксендз Северин Халимович (70 лет), викарный ксендз Абдон Андржейкович (30 лет);
1879 — администратор костела ксендз Абдон Андржейкович, имеющий золотой наперстный крест;
1890 — ксендз Георгий Мочульский;
1894 — Александр Дулько;
Октябрь 1894 — Иосиф Амброжевич;
Ноябрь 1895 — Казимир Тежик;
1896 — Иосиф Амброжевич;
Ноябрь 1901 — Любомир Гадон;
Июль — ноябрь 1902 — надвилейский декан Александр Дулько;
Ноябрь 1902 — Иоанн Крынский;
Июнь 1907 — Эдуард Войцеховский;
Февраль-март 1909 г. — Александр Дулько;
Март 1909 г. — заведующий Лучайским костелом ксендз Иосиф Шведович;
Апрель 1909 г. — Александр Дулько;
Июнь 1909 г. — Иосиф Глинский;
Август 1909 г. — Иоанн Куницкий;
Август 1909 г. — Иосиф Глинский;
Ноябрь 1909 г. — Иоанн Куницкий.;
Июль 1917 г. — богослужения проводил поставский настоятель А. Неневский;
Октябрь 1917 г. — ноябрь 1922 г. — ксендз В. Садовский;
Январь 1923 г. — ксендз Ян Хоронух;
Январь 1924 г. — В. Садовский;
Октябрь 1933 г. — ксендз декан Болеслав Тежик;
Октябрь 1933 г. — ксендз Б.Мацеёвский;
Октябрь 1935 г. — ксендз Вл. Кащиц;
Февраль 1936 г. — ксендз И. Янковский;
Октябрь 1936 г. — ксендз П. Бруквицкий, бывший архиепископ Могилевский;
Май 1938 г. — ксендз Иосиф Ромейко (в 1948 году настоятель церкви о. Ромейко был арестован и сослан в Казахстан);
Апрель 1945 г. — ксендз Чеслав Барвицкий;
1990 — ксендз Кшиштоф Пожарский (по совместительству ксендз в Дуниловичах);
2000 — ксендз Пётр Врубель (по совместительству ксендз в Дуниловичах);
2003 — ксендз Ян Пугачёв;
2006 — ксендз Николай Липский;
2017 — ксендз Евгений Михайлов.

## Литература

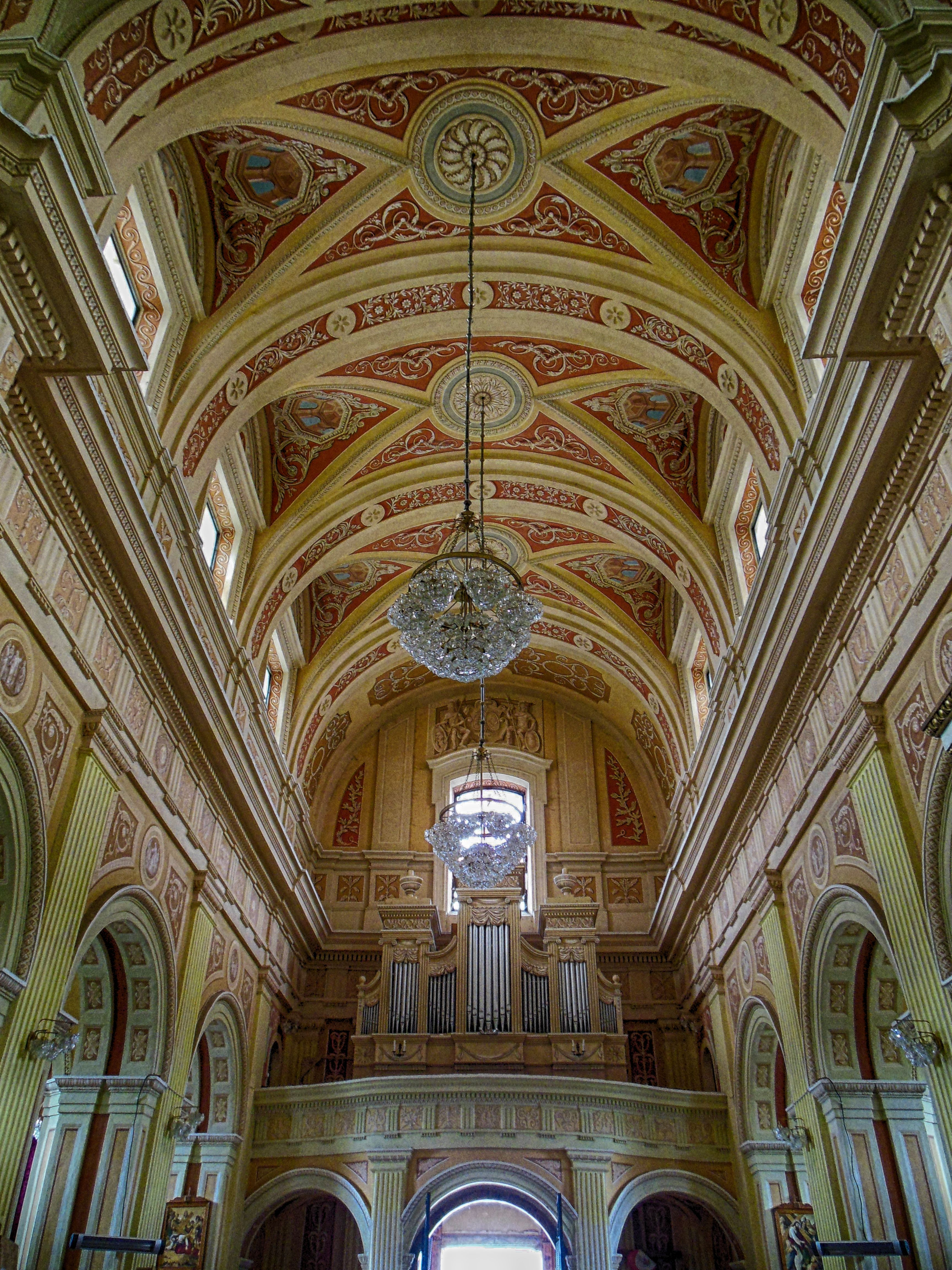
Свод, хоры и орган